# Јоже Лацко
Јоже Лацко (Кицар, код Птуја, 17. новембар 1894 — Птуј, 18. август 1942), учесник Народноослободилачке борбе и народни херој Југославије.

## Биографија
Рођен је 17. новембра 1894. године у селу Кицар, код Птуја. Потицао је из сиромашне сељачке породице. Након завршетка основне школе радио је као надничар код имућнијих сељака. За време Првог светског рата је био мобилисан у аустроуграску војску и борио се на италијанском фронту. Током рата се повезао да родољубивим круговима који су пропагирали стварање заједничке државе јужних Словена.
После завршетка Првог светског рата, преселио се у село Нова Вас, код Птуја, где је се оженио и засновао породицу. Један његов комшија, који је радио у железничкој радионици, био је комуниста и секретар партијске ћелије тада илегалне Комунистичке партије Југославије (КПЈ) у железничким радионицама у Птују, па је преко њега добио прва сазнања о комунизму и револуционарном радничком покрету. Године 1932. је био примљен у чланство КП Југославије.
Политички је деловао у птујском срезу, а највише је деловао међу омладином растурајући илегални лист „Људска правица” који је био гласило Покрајинског комитета КПЈ за Словенију. На парламентарним изборима 1935. године агитовао је за листу Удружене опозиције, коју је предводио Влатко Мачек. По партијском задатаку се на наредним парламентраним изборима 1938. године кандидовао за народног посланика на удруженој листи опозиције „Блок народне слоге”. Био је члан руководства ове удружене опозиције за Словенију, а циљ његовог деловања је био да се са власти збаци Југословенска радикална заједница Милана Стојадиновића. Током 1938. и 1939. године је био један од покретача Странке радног народа у Словенији, која је представљала легални облик рада КПЈ све до њене забране крајем 1940. године.
Поред јавног политичког рада, учествовао је и у илегалном партијском раду, а у његовој кући су се окупљали комунисти из Птуја, међу којима и Јоже Потрч. Такође, у његову кућу су навраћали и други словеначки и југословенски комунистички револуционари — Срђа Прица, Отмар Креачић, Руди Шимуновић, Франц Лескошек, Борис Кидрич, Јоже Марн и др. У његовој кући је 3. септембра 1939. године одржана Покрајинска конференција СКОЈ-а за Словенију, којом је руководила Лидија Шентјурц. Исте године, у његовој кући је била одржана и Покрајинска конференција КП СЛовеније за мариборски, птујски и прекомурски срез. На овој конференцији је учествовао и члан Централног комитета КП Словеније Антон Тоне Томшич.
Након Покрајинске конференције одржане у његовој кући, Тоне Томшич је формирао Окружни комитет КПС, чији је члан постао Јоже Лацко. Крајем 1939. године, као делегат је учествовао на Другој конференцији КП Словеније, а јуна 1940. године на Трећој конференцији КП Словније је био изабран за члана Централног комитета КП Словеније. Октобра 1940. године је као један од укупно тринаест делегата КПС учествовао на Петој земаљској конференцији КПЈ, одржаној у Загребу.
Због активног политичког деловања против режима Краљевине Југославије, јануара 1941. године је са другим словеначким комунистима био интерниран у војни логор у Међумурју. Ту га је затекао Априлски рат, а из логора су их избавили добровољци из Птуја, који су га потом изабрали за свог команданта. Након тога су кренули ка Новом Месту у намери да се боре против непријатеља, али их је ту затекла вест о капитулацији Југословенске војске, услед чега се ова група распала. Од првих дана окупације, маја 1941. године радио је на припреми отпора окупатору. Почетком октобра 1941. године у Птују је формирао одбор Ослободилачког фронта Словеније. Његова активност није остала незапажена, па је почетком новембра 1941, због опасности од хапшења прешао у илегалност. Потом је прешао на терен Словенских Горица, где је најпре политички деловао, а почетком априла 1942. године је ту са другим члановима Окружног комитета КПС за Птуј, формирао партизанску чету. Ова чета је на почетку имала свега десетак бораца и била је прозвана „Лацкова чета”.
Јоже се чети придружио 7. августа, али је она већ два дана касније 9. августа 1942. године у била опкољена у селу Мостју, код Птуја и уништена. Свега тројица бораца, међу којима и Јоже, успели су да се пробију кроз мочвару до реке Песнице. Јожа се након тога склонио у кућу код једног сељака, али га је он након два дана издао Немцима. Након тога је био ухапшен од стране Гестапоа, који га је везаног и претученог провео кроз главне улице Птуја, где су га окупљени фолксдојчери псовали, пљували и гађали каменицама. Након тога је био мучен у затвору и током истраге. Од последица мучења је 18. августа 1942. године преминуо у птујском затвору.
Указом Президијума Народне скупштине Федеративне Народне Републике Југославије, 21. децембра 1951. године, проглашен је за народног хероја.